# 碘化镍
碘化镍是一种无机化合物，化学式为NiI2，其无水物是黑色固体，可以迅速地溶于水，产生蓝绿色水合物的溶液。而六水合物为蓝绿色的固体，含有[Ni(H2O)6]2+阳离子。

## 制备
无水NiI2能够迅速形成水合物。将一氧化镍、氢氧化镍(II)或碳酸镍溶于氢碘酸，可以得到碘化镍的水合物。无水物可由水合物加热得到，也可通过碘和镍粉的反应得到。
Ni(OH)2 + 2 HI → NiI2 + 2 H2O
Ni + I2 → NiI2

## 用途
在工业上，碘化镍可作为羰基化反应的催化剂。